# Покровский, Валентин Иванович
Валенти́н Ива́нович Покро́вский (1 апреля 1929, Иваново-Вознесенск — 29 октября 2020, Москва) — советский и российский эпидемиолог и инфекционист, организатор здравоохранения и медицинской науки.
Доктор медицинских наук, профессор. Президент АМН СССР / РАМН (1987—2006, академик АМН СССР с 1982), академик РАН (2013). Лауреат Государственной премии Российской Федерации (1997) и премий Правительства Российской Федерации (1995, 1999, 2009).
Директор Центрального научно-исследовательского института эпидемиологии Роспотребнадзора (1971—2018). Почётный заведующий кафедрой эпидемиологии и доказательной медицины Первого МГМУ им. И. М. Сеченова, выпускником которого является, её заведующий в 1997—2008 годах. Главный редактор Малой медицинской энциклопедии в 6 томах (1991—1996).

## Биография
Родился 1 апреля 1929 года в Иваново-Вознесенске. Отец, Иван Павлович Покровский, пропал без вести на фронте.
Окончил 1-й Московский медицинский институт имени И. М. Сеченова. Ученик школы К. В. Бунина.
После окончания клинической ординатуры и защиты кандидатской диссертации работал на кафедре инфекционных болезней альма-матер. Возглавил курс, а затем в 1970 году — кафедру инфекционных болезней с эпидемиологией в Московском стоматологическом институте.
С 1968 года заместитель директора, в 1971—2018 годах — директор ЦНИИ эпидемиологии. Член-корреспондент АМН СССР с 1971 года, академик с 1982 года.
С 1987 года — избран президентом АМН СССР, в 1992—2006 годах — президент РАМН.
С 1997 по 2008 год заведующий кафедрой эпидемиологии Московской медицинской академии имени И. М. Сеченова, впоследствии почётный заведующий. Член Президиума Ученого Совета Первого МГМУ им. И. М. Сеченова.
С 1992 года — главный специалист (инфекционист) Медицинского центра Управления делами Президента Российской Федерации.
С 2001 года — главный эпидемиолог Минздрава России.
Иностранный член Национальной академии наук Беларуси.
Под его началом выполнено более 70 докторских и 140 кандидатских диссертаций.
Сын — Вадим Валентинович Покровский, академик РАН (РАМН).

## Награды и премии
- Орден «За заслуги перед Отечеством» II степени (1999)
- Орден «За заслуги перед Отечеством» III степени (1994)
- Орден Ленина (1986)
- Орден Трудового Красного Знамени (1971)
- Государственная премия Российской Федерации (1997) — «за цикл работ по клинике, этиотропной диагностике и терапии неизвестных ранее инфекционных заболеваний»
- Премии Правительства РФ (1995, 1999, 2009[5])
- Благодарность Президента Российской Федерации (2004) — за большой вклад в развитие медицинской науки и многолетнюю добросовестную работу[6]
- Именные премии АМН СССР и РАМН, в том числе премия имени А. Н. Бакулева (2004) — «за выдающийся вклад в развитие медицинской науки и содействие в реорганизации Института сердечно-сосудистой хирургии в одноименный Центр им. А. Н. Бакулева РАМН» и премия им. Н. Ф. Гамалеи РАМН за лучшую работу по микробиологии, эпидемиологии и иммунологии (2009) — за монографию «Стрептококки и стрептококкозы»
- Медаль «За заслуги перед отечественным здравоохранением» Министерства здравоохранения РФ.

## Труды
- Прозоровский С. В., Покровский В. И., Тартаковский И. С. Болезнь легионеров (легионеллёз). — М.: Медицина, 1984. — 224 с.
- Сомов Г. П., Покровский В. И., Беседнова Н. Н. Псевдотуберкулёз / АМН СССР. — М.: Медицина, 1990. — 240 с. — ISBN 5-225-00762-7. (в пер.)
- Покровский В. И., Ющук Н. Д. Бактериальная дизентерия. — М.: Медицина, 1994. — 256 с. — 20 000 экз. — ISBN 5-225-02730-X.
- Сомов Г. П., Покровский В. И., Беседнова Н. Н., Антоненко Ф. Ф. Псевдотуберкулёз / Российская академия медицинских наук. — 2-е изд., перераб., доп. — М.: Медицина, 2001. — 256 с. — 3000 экз. — ISBN 5-225-04556-1. (в пер.)
- Покровский В. И., Онищенко Г. Г., Черкасский Б. Л. Эволюция инфекционных болезней в России в XX веке. — М.: Медицина, 2003. — 664 с. — 3000 экз. — ISBN 5-225-04805-6. (в пер.)
- Покровский В. И., Киселёв О. И., Черкасский Б. Л. Прионы и прионные болезни / Рос. акад. мед. наук. — 2-е изд. — М.: Изд-во РАМН, 2004. — 384 с. — ISBN 5-7901-0038-4.
- Основы иммунопрофилактики и иммунотерапии инфекционных болезней : учеб. пособие для системы послевуз. проф. образования / Н. В. Медуницын, В. И. Покровский. - Москва : ГЭОТАР-Медиа, 2005. - 525 с. : ил., табл.; 21 см.; ISBN 5-9704-0061-0 : 1000
- Покровский В. И., Брико Н. И., Ряпис Л. А. Стрептококки и стрептококкозы. — М.: ГЭОТАР-Медиа, 2006. — 546 с. — 2000 экз. — ISBN 5-9704-0183-8. (в пер.)